# Грудзень, Мечислав
Мечислав Грудзень (пол. Mieczysław Grudzień; 9 января 1922, Майки-Мале — 17 февраля 2010, Варшава) — польский генерал, политический функционер вооружённых сил ПНР, заместитель начальника армейского Главного политуправления, контр-адмирал флота, офицер военной спецслужбы. В 1972—1981 — министр по делам ветеранов, в 1975—1981 — член ЦК ПОРП. Участник политической борьбы начала 1980-х. Старший брат члена Политбюро ЦК ПОРП Здзислава Грудзеня, умершего в интернировании при военном положении.

## Шахтёр-коммунист
Родился в деревенской семье из Серпецкого повята, в то время принадлежавшего к Варшавскому воеводству. Вскоре после его рождения семья перебралась в Бельгию. Стефан Грудзень-старший работал на бельгийских и французских шахтах. Французскими шахтёрами стали и сыновья Мечислав и Здзислав.
Братья Грудзени состояли во Французской компартии, были организаторами Союза «Грюнвальд» — коммунистической организации польской эмигрантской молодёжи. В период нацистской оккупации Мечислав Грудзень участвовал во французском Сопротивлении. После освобождения Польши от немецкой оккупации в 1945 Грудзени репатриировались из Франции на родину.

## Генерал и министр

### В армейском политаппарате
В 1946 Мечислав Грудзень вступил в правящую компартию ППР, с 1948 — ПОРП. В 1949 поступил на службу в армию. Служил в политическом аппарате Народного Войска Польского. В 1950 окончил Высшую школу политических офицеров в Варшаве, в 1956 — курсы при Военно-политической академии в Москве, в 1962 получил учёную степень в варшавской Военно-политической академии имени Дзержинского.
С 1957 по 1965 Мечислав Грудзень был начальником Главного политуправления Внутренней военной службы (WSW) — армейской спецслужбы ПНР. В 1962—1965 занимал пост заместителя начальника WSW по политической части (начальниками являлись генералы бригады Александр Кокошин и Теодор Куфель). В 1965—1968 — в звании контр-адмирала заместитель по политчасти главнокомандующего военно-морского флота вице-адмирала Здзислава Студзиньского. В 1968 генерал бригады Мечислав Грудзень назначен заместителем начальника Главного политуправления Народного Войска Польского генерала дивизии Юзефа Урбановича. С 1971 — первый заместитель начальника генерала дивизии Яна Чапли.
На постах в военно-политическом аппарате генерал Грудзень активно укреплял идеологическую составляющую армии и флота ПНР. Такие его начальники, как Куфель, Урбанович, Чапля, являлись видными представителями жёсткой национал-коммунистической линии в ПОРП (Куфель и Чапля относились к «фракции партизан»). Сам Грудзень с 1968 состоял в Центральной комиссии партийного контроля при ЦК ПОРП. Был награждён рядом орденов и медалей ПНР, СССР, ЧССР, а также французским орденом Почётного легиона.

### В ЦК и правительстве
В июне 1972 начальником Главного политуправления стал генерал брони Влодзимеж Савчук, его первым заместителем — генерал дивизии Юзеф Барыла. Мечислав Грудзень перешёл на правительственный пост — возглавил созданное в кабинете Петра Ярошевича министерство по делам ветеранов. В октябре того же года получил воинское звание генерала дивизии (акт о присвоении подписывал в качестве председателя Госсовета Юзеф Циранкевич). Оставался министром в правительствах Петра Ярошевича, Эдварда Бабюха, Юзефа Пиньковского, Войцеха Ярузельского. С именем Грудзеня связано укоренение понятия ветеран в государственной системе; соответствующие законодательство, ведомство и процедуры существуют и в современной Польше.
Резкий карьерный подъём Мечислава Грудзеня связан с приходом Эдварда Герека на пост первого секретаря ЦК ПОРП. Близким сподвижником Герека был Здзислав Грудзень. В 1970-х младший брат Мечислава Грудзеня являлся одним из высших руководителей ПОРП и ПНР. Статус Здзислава отразился на положении Мечислава. С 1971 генерал Грудзень — кандидат, с 1975 министр Грудзень — член ЦК ПОРП.

## В политическом противоборстве
В августе 1980 массовое забастовочное движение вынудило руководство ПОРП легализовать независимый профсоюз Солидарность. 6 сентября пленум ЦК отстранил Эдварда Герека и утвердил на посту первого секретаря Станислава Каню. Здзислав Грудзень, как и многие из окружения Герека, был снят со всех постов, подвергнут жёсткой критике и привлечён к уголовной ответственности за коррупционные злоупотребления. Аппаратные позиции Мечислава Грудзеня оказались сильно подорваны.
Политически Мечислав Грудзень позиционировался как сторонник Станислава Кани, затем Войцеха Ярузельского. На июньском 1981 пленуме ЦК ПОРП поддержал первого секретаря Каню против атаки «партийного бетона», возглавленного Тадеушем Грабским. Однако на IX чрезвычайном съезде ПОРП Мечислав Грудзень был выведен из состава ЦК.
При правлении Ярузельского в период военного положения Мечислав Грудзень оставался на правительственном посту. В то же время Здзислав Грудзень не только был интернирован как сподвижник Герека, но и умер из-за несвоевременного оказания медпомощи. Каких-либо выступлений старшего брата в этой связи не фиксировалось.
В июне 1982 министерство по делам ветеранов было преобразовано в Управление при Совете министров. Мечислав Грудзень остался его руководителем, но в пониженном статусе заместителя госсекретаря. До 1983 он входил в руководство Общества польско-советской дружбы, до 1990 — Союза борцов за свободу и демократию. Но никакой политической роли он не играл.

## Отставка и кончина
В октябре 1987 Управление по делам ветеранов было расформировано, его функции переданы министерству труда и социальной политики. Мечислав Грудзень отправлен на пенсию. В мае 1988 он ушёл и с военной службы. С тех пор жил частной жизнью, на бурные события и кардинальные перемены в Польше публично не реагировал.
Скончался Мечислав Грудзень в возрасте 88 лет. Похоронен на кладбище Воинские Повонзки вместе с женой Терезой.